# Mercado Municipal de Calella
El Mercado Municipal de Calella es un edificio del municipio de Calella (Barcelona) que forma parte de la Inventario del Patrimonio Arquitectónico de Cataluña.

## Descripción
Es un edificio construido en 1927, de estilo novecentista, por Jeroni Martorell. De una sola nave, el edificio parece reproducir las fachadas barrocas de algunas masías de la zona, con elementos decorativos hechos de terracota. Del mismo modo, las ventanas reproducen, en gran tamaño las coberturas de los desvanes o bodegas de las masías. El porche de la entrada da al edificio el carácter cívico de espacio común que representa un mercado. Anteriormente, en 1927, el mercado se celebraba en el mismo lugar, en la Plaza del Rey, al aire libre.